# Кервин де Леттенхове, Жозеф Бруно Мари Константен
Жозеф Бруно Мари Константен Кервин де Леттенхове (фр. Joseph-Marie-Bruno-Constantin Kervyn de Lettenhove; 17 августа 1817 — 3 апреля 1891) — бельгийский историк и государственный деятель. Носил титул барона.
С 1861 года принадлежал к клерикальной партии бельгийской палаты депутатов и в 1870—1871 годах короткое время был министром внутренних дел.
Известность Кервина де Леттенхове как историка началась с публикации в 1855 году книги об историке Столетней войны Жане Фруассаре. В дальнейшем Кервин много работал как публикатор, подготовив, в частности, издания переписки Филиппа де Коммина (фр. «Lettres et négociations de Philippe de Commines»; Брюссель, 1867—1868), хроник Жоржа Шателена (Брюссель, 1863—1867), Фруассара (Брюссель, 1867—1877) и Бодуэна Авенского (1879—1880). Составил также собрание «Хроник истории Бельгии под властью герцогов Бургундских» (фр. «Chroniques relatives a l'histoire de la Belgique sous la domination des ducs de Bourgogne»; Брюссель, 1870—1873), написал «Историю Фландрии» (1874), книгу о Якобе ван Артевельде (1863) и других.